# Vandœuvres
Vandœuvres är en ort och kommun i kantonen Genève, Schweiz. Kommunen har 2 958 invånare (2023).